# Ленков, Александр Никитич
Александр Никитич Ленков (22 февраля 1896, Санкт-Петербург — 23 февраля 1975, Сан-Франциско) —- участник Первой мировой войны, Георгиевский кавалер. Участник Сибирского Ледяного похода, участник Хабаровского похода, Гражданской войны в Китае.

## Биография
Окончил Петергофскую гимназию, 2-я Ораниенбаумскую школу прапорщиков в 1916 году.
В марте 1918 года вступил в офицерскую организацию в Кургане, участник восстания, с июня 1918 в Курганском добровольческом отряде, начальник конного отряда. Участвовал в боях за Шадринск, Каменск-Уральский, Ирбитские Вершины. Летом 1919 в составе 44-го Сибирского стрелкового полка, затем командир конного дивизиона в Южной армии Восточного фронта; в 1919—1920 в Отдельном конно-егерском дивизионе, затем командир кавалерийского полка в Сибирской армии. Подполковник. Участник Сибирского Ледяного похода, весной — дек. 1921 в Сводно - Сибирском кавалерийском полку. Участник Хабаровского похода. Полковник (с фев. 1920).
В эмиграции в Китае, 1924—1928 в отряде генерала Нечаева в армии Чжан Цзолина, затем в Тяньцзине и Шанхае, до 1936 в Русском полку Шанхайского волонтёрского корпуса. К авг. 1952 в лагере на о. Тубабао, в авг. 1952 вывезен в Чили, затем в США, член КИАФ. Ум. 23 фев. 1975 в Сан-Франциско. Похоронен на сербском кладбище Сан-Франциско.

## Семья
Жена - Елена (1900—1970)
Сын — о. Николай (Ленков) является дьяконом в Церкви Вознесения Христова в Сакраменто. Ветеран войны во Вьетнаме. Награждён Бронзовой звездой (США).